# Спостерігач
Спостеріга́ч — суб'єкт дослідження, який фіксує й вимірює події, тобто веде спостереження.
При спостереженнях спостерігач покладається на свої органи чуття і на наукові інструменти.
Події, які спостерігає спостерігач, залежать від властивостей самого спостерігача. Наприклад, спостерігач на Землі бачить, як щоранку з-за обрію підіймається сонце і здійснює небесний шлях зі сходу на захід, де воно заходить. Однак інший уявний спостерігач, сидів би на поверхні сонця, бачив би протилежну картину: саме Земля обертається навколо Сонця.

## Спостерігач в теорії відносності
Розділ фізики, що називається теорією відносності формулює закони природи в такій формі, яка не залежала б від системи відліку, зв'язаної зі спостерігачем, тобто в формі, яка для спостерігача на Землі описувала б рух Сонця небесним колом, а для спостерігача на Сонці — рух Землі навколо світила.

## Вплив спостерігача на спостережуване
Ідеальний спостерігач не повинен впливати на хід подій, проте виходячи з основних положень квантової механіки, це не завжди можливо.
Спостерігач є макроскопічним класичним об'єктом. Для визначення стану квантової системи спостерігач повинен вступити у взаємодію з цією системою. Отже, зважаючи на свою класичність, спостерігач руйнує когерентність квантової системи. Квантова система після спостереження вже зовсім інша, ніж до нього.